# Федеральный резервный банк

Карта региональных отделений ФРС

Федеральный резервный банк (ФРБ; также банк Федерального резерва) — специфичный региональный банк в США, созданный на основе закона о Федеральном резерве. 12 региональных банков составляют основу структуры Федеральной резервной системы США.
Банки имеют статус самостоятельного юридического лица, но они отчитываются и подчиняются назначаемому президентом США и одобряемому сенатом США Совету управляющих ФРС.
Федеральные резервные банки обеспечивают банковские услуги для депозитных учреждений и для федерального правительства. Они обслуживают счета депозитарных институтов и обеспечивают различный сервис выплат, включая инкассацию чеков, электронный перевод денежных средств, распределение и аккумулирование (сбор) денежных средств (бумажных и монет). Для федерального правительства резервные банки действуют в качестве фискальных агентов (учреждение, осуществляющее управление денежными фондами государства, в том числе: управляющее счетами государства, выделенными для отражения налоговых и иных поступлений в бюджет, а также для осуществления государственных расходов; хранящее официальные государственные резервы; управляющее внешним и внутренним государственным долгом, в частности организующее размещение государственных облигаций и иных подобных государственных ценных бумаг; роль такого агента выполняет центральный банк страны).
Сеть из 12 банков и 25 филиалов по всей территории страны осуществляет функции ФРС в закреплённых за каждым банком штатах, называясь по имени тех городов, в которых расположены их штаб-квартиры (Сан-Франциско, Канзас-Сити и т. п.).
Каждый федеральный резервный банк имеет собственный совет управляющих (полный список членов Советов управляющих ФРБ можно найти здесь), состоящий из 9 членов и разбитый на классы A, B и C, по три человека в каждом:
- 3 управляющих класса A выбираются банками-членами ФРС из числа собственных представителей (один от крупных банков[4], один от средних, один от малых).
- 3 управляющих класса B выбираются банками-членами ФРС из числа людей, не работающих в банковской системе (один от крупных банков, один от средних, один от малых). Ни один из управляющих класса В не может быть должностным лицом, управляющим или служащим любого другого банка.
- 3 управляющих класса C назначаются Советом управляющих ФРС. Также как и управляющие класса В они не имеют права быть должностным лицом, управляющим, служащим, а также акционером любого другого банка[5].

Президент каждого регионального отделения назначается с согласия Совета управляющих ФРС.
Каждый регион имеет цифровое и буквенное обозначение в алфавитном порядке согласно списку:
| Номер территории | Буква | Расположение центра | Федеральный Резервный Банк               | Сайт                           |
| ---------------- | ----- | ------------------- | ---------------------------------------- | ------------------------------ |
| 1                | A     | Бостон              | Федеральный резервный банк Бостона       | http://www.bos.frb.org         |
| 2                | B     | Нью-Йорк            | Федеральный резервный банк Нью-Йорка     | http://www.newyorkfed.org      |
| 3                | C     | Филадельфия         | Федеральный резервный банк Филадельфии   | http://www.philadelphiafed.org |
| 4                | D     | Кливленд            | Федеральный резервный банк Кливленда     | http://www.clevelandfed.org    |
| 5                | E     | Ричмонд             | Федеральный резервный банк Ричмонда      | http://www.richmondfed.org     |
| 6                | F     | Атланта             | Федеральный резервный банк Атланты       | http://www.frbatlanta.org      |
| 7                | G     | Чикаго              | Федеральный резервный банк Чикаго        | http://www.chicagofed.org      |
| 8                | H     | Сент-Луис           | Федеральный резервный банк Сент-Луиса    | http://www.stlouisfed.org      |
| 9                | I     | Миннеаполис         | Федеральный резервный банк Миннеаполиса  | http://www.minneapolisfed.org  |
| 10               | J     | Канзас-Сити         | Федеральный резервный банк Канзас-Сити   | http://www.kansascityfed.org   |
| 11               | K     | Даллас              | Федеральный резервный банк Далласа       | http://www.dallasfed.org       |
| 12               | L     | Сан-Франциско       | Федеральный резервный банк Сан-Франциско | http://www.frbsf.org           |

## Функции региональных отделений ФРС
- устанавливать учётные ставки с разрешения Совета управляющих ФРС;
- отслеживать состояние местных экономических и финансовых учреждений;
- предоставлять финансовые услуги Правительству США и другим депозитариям.